# Миронов, Юрий Александрович
Юрий Александрович Миронов (родился 12 сентября 1942 года в Москве) — советский и российский художник-абстракционист, член Творческого союза профессиональных художников, член Творческого союза художников России, один из организаторов первой в СССР независимой негосударственной художественной галереи М’АРС (сейчас Центр современного искусства М’АРС).

## Биография
Юрий Александрович Миронов родился в Москве в семье военнослужащего. С 1968 по 1970 гг. занимался в Суриковских рисовальных классах, в 1970 году поступил на художественно-графический факультет в Московский государственный заочный педагогический институт (сейчас Московский государственный гуманитарный университет имени М. А. Шолохова), который окончил с отличием в 1975 году. В 1977 году становится членом Московского объединённого комитета художников-графиков, Малая грузинская 28, секция живописи (Московский Горком художников-графиков на Малой Грузинской, 28).В 1983 году вступил в группу художников-нонконформистов «Двадцать московских художников», где участвовал в выставках по 1987 год (с шестой по десятую выставки). В 1986—1987 гг. был председателем профкома секции Живописи при Горкоме графиков.
В 1988 году стал одним из основателей первой в Советском Союзе частной галереи М’АРС, которая была создана как объединение художников с целью проведения выставок, продажи работ и создания музея современного искусства. В 1993 году вышел из состава галереи.
В 1995 году вступил в объединение DAVIDGROUP.

## Выставки
1977—1989 — Выставки Объединённого комитета художников-графиков, Малая Грузинская ул., 28, Москва.
1983—1989 — Выставки группы «20 московских художников», Москва.
1988 — Выставка советских художников, Греция.
1990 — Выставка советских художников, Рим, Италия.
1990 — Международная выставка «APT-МИФ», ЦДХ, Москва.
1990 — Персональная выставка «Сюжеты», галерея «МАРС», Москва.
1991 — «APT-МИФ2», ЦДХ, Москва. «Золотая кисть», ЦДХ, Москва. «Ю. Миронов — А. Семенов», Анкара, Турция.
1991 — «Картины остаются в России», ЦДХ, Москва.
1992 — Персональная выставка, «Russian Art Gallery», Чикаго, США.
1992 — Участник выставки «APT ЭКСПО», Токио, Япония.
1992 — Групповая выставка, Мадрид, Испания.
1993 — Персональная выставка, галерея «М’АРС», Москва.
1994 — «Мастера современной живописи», ЦДХ, Москва.
1994 — Участник выставки «20 лет Бульдозерной», Гоголевский б-р, 10, Москва.
1995 — Персональная выставка, галерея «FINE ART», Москва. «20 лет спустя», Гоголевский б-р, 10, Москва.
1996 — «Ю. Миронов — А. Семёнов», ЦДХ, Москва.
1996 — Персональная выставка, ЦДХ, Москва. «Первый конгресс Творческого фонда России», ЦДХ, Москва.
1996-1998 — Групповые выставки, Русская творческая палата, Москва.
1997 — Участник выставки «Московский APT САЛОН», Манеж, Москва. «Москва — Россия. Россия — Москва»,
1997 — Русская творческая палата, ЦДХ, Москва.
1997 — «850-летию града Москвы», Гоголевский б-р, 10, Москва. «Гармония контрастов», Кузнецкий мост, 11, Москва.
1997-1998 — «Двадцать веков от Рождества Христова», Русская творческая палата, ЦДХ, Москва.
1998 — Участник выставки «Московский APT САЛОН», Манеж, Москва.
1998 — Участник Московского международного художественного салона, ЦДХ, Москва.
1998 — «Фестиваль живописи», Русская Творческая Палата, ЦДХ, Москва.
2004 — «Выставка 20-ти абстракционистов», галерея «Вернисаж 1+20», Москва. «Выставка памяти Бориса Ионайтиса», галерея «Вернисаж 1+20», Москва.
2005 — Участник Московского международного художественного салона «ЦДХ-2005». «Среда обитания», галерея «Вернисаж 1+20». «Абстракционисты против наркотиков», галерея «Вернисаж 1+20», Москва — Ижевск. "Юбилейная выставка «Вернисаж 1+20», галерея «Вернисаж 1+20», Москва.
2005 — Персональная выставка, галерея «Вернисаж 1+20», Москва.
2006 — Участник Международной ярмарки «Арт-Манеж», Москва.
2006 — Участник Московского международного художественного салона "ЦДХ-2006 «Современники», галерея DavidGroup — «Вернисаж 1+20».
2006 — Участник 5 арт-ярмарки «Лучшие художественные галереи», галерея DavidGroup — «Вернисаж 1+20», Москва.
2006 — Участник юбилейной выставки «Вернисаж 1+20» — DavidGroup, Галерея на Солянке, Москва.
2006 — Участник Благотворительного Аукциона Современного Российского искусства «Операция Надежда», галерея DavidGroup, Посольство Европейского Союза, Москва.
2010 — Участник выставочно-издательского проекта «НЕ КВАДРАТ — ИНАЯ РЕАЛЬНОСТЬ». Экспрессивный абстракционизм второй половины XX — начала XXI вв. Галерея искусств Зураба Церетели.
2013 — Участник выставки «Параллельные миры», Санкт-Петербург. Российская академия художеств. Творческий союз художников России. Творческая студия «DAVIDGROUP».

## Творческая концепция
В лирическом же абстрактном экспрессионизме он, отталкиваясь от декоративной живописности Тернера, изучал метод (именно метод, а не приемы письма) Кандинского, что помогло ему найти живописно-пластический эквивалент для своей субъективной стихийности, для выражения прихотливых образов рефлектирующей лирической памяти.

Иваницкий С. М. / Зав. отделом современного искусства Третьяковской галереи.
Его картины гипнотизируют, навевают сомнамбулический транс. Как удаётся художнику внушить другим своё запечатлённое на холсте настроение?

Валерий Скурлатов / Искусствовед

## Критика
Иваницкий С. М. — Предпочитаю не «изображать»
Елена Юренева — «Все начинается с пейзажа»
Валерий Скурлатов — «Прорыв к сокровенному богу»

## Коллекции
- Государственная Третьяковская галерея
- Ярославский художественный музей
- Орловский художественный музей
- В многочисленных частных коллекциях: России, Австрии, Австралии, Италии, Франции, ФРГ, США, Швеции, Турции